# Grand Prix automobile d'Alexandrie 1933
Le Grand Prix automobile d'Alexandrie 1933 est un Grand Prix qui s'est tenu sur le circuit Pietro Bordino le 30 avril 1933.

## Première manche

### Grille de départ
| 1re ligne | Pos. 1                 |                   | Pos. 2             |                        |
|           | Villars Alfa Romeo     |                   | Barbieri Maserati  |                        |
| 2e ligne  |                        | Pos. 3            |                    | Pos. 4                 |
|           |                        | Brivio Alfa Romeo |                    | Nuvolari Alfa Romeo    |
| 3e ligne  | Pos. 5                 |                   | Pos. 6             |                        |
|           | Balestrero Alfa Romeo  |                   | Matrullo Maserati  |                        |
| 4e ligne  |                        | Pos. 7            |                    | Pos. 8                 |
|           |                        | Uboldi Maserati   |                    | Orsini Maserati        |
| 5e ligne  | Pos. 9                 |                   | Pos. 10            |                        |
|           | Castelbarco Alfa Romeo |                   | Pietsch Alfa Romeo |                        |
| 6e ligne  |                        | Pos. 11           |                    | Pos. 12                |
|           |                        | Alloatti Bugatti  |                    | « Nicolotti » Maserati |

### Classement de la course
| Pos. | no | Pilote              | Écurie                     | Châssis            | Tours | Temps/Abandon              | Grille |
| ---- | -- | ------------------- | -------------------------- | ------------------ | ----- | -------------------------- | ------ |
| 1    | 14 | Tazio Nuvolari      | Scuderia Ferrari           | Alfa Romeo 8C 2600 | 8     | 26 min 37 s 0 (144,3 km/h) | 4      |
| 2    | 10 | Antonio Brivio      | Scuderia Ferrari           | Alfa Romeo 8C 2600 | 8     | + 6 s 8                    | 3      |
| 3    | 34 | Carlo Castelbarco   | Privé                      | Alfa Romeo 8C 2300 | 8     | + 1 min 13 s 8             | 9      |
| 4    | 38 | Paul Pietsch        | Privé                      | Alfa Romeo 8C 2300 | 8     | + 2 min 31 s 4             | 10     |
| 5    | 2  | Julio Villars       | Équipe Villars-Waldthausen | Alfa Romeo 8C 2300 | 8     | + 2 min 41 s 0             | 1      |
| 6    | 18 | Renato Balestrero   | Privé                      | Alfa Romeo 8C      | 8     | + 2 min 58 s 0             | 5      |
| 7    | 6  | Ferdinando Barbieri | Privé                      | Maserati 26C       | 8     | + 3 min 26 s 4             | 2      |
| 8    | 50 | « Nicolotti »       | Privé                      | Maserati 26        | 8     | + 3 min 38 s 4             | 12     |
| 9    | 22 | Francesco Matrullo  | Privé                      | Maserati 4CM       | 8     | + 6 min 14 s 6             | 6      |
| 10   | 30 | Vittoria Orsini     | Privée                     | Maserati 26C       | 8     | + 7 min 51 s 0             | 8      |
| Abd. | 42 | Giovanni Alloatti   | Privé                      | Bugatti T51        | 4     | Accident                   | 11     |
| Abd. | 26 | Luciano Uboldi      | Privé                      | Maserati 4CTR      | 0     |                            | 7      |
| Np.  | 46 | Sandro Fabbri       | Privé                      | Maserati 26        |       | Non partant                |        |
| Np.  | 54 | « Cavallero »       | Privé                      | Alfa Romeo 8C 2300 |       | Non partant                |        |

- Légende: Abd.=Abandon - Np.=Non partant.

## Deuxième manche

### Grille de départ
| 1re ligne | Pos. 1                     |                      | Pos. 2               |                   |
|           | Von Waldthausen Alfa Romeo |                      | Ghersi Bugatti       |                   |
| 2e ligne  |                            | Pos. 3               |                      | Pos. 4            |
|           |                            | Soffietti Alfa Romeo |                      | Trossi Alfa Romeo |
| 3e ligne  | Pos. 5                     |                      | Pos. 6               |                   |
|           | Valpreda Maserati          |                      | Premoli PBM-Maserati |                   |
| 4e ligne  |                            | Pos. 7               |                      | Pos. 8            |
|           |                            | Landi Maserati       |                      | Corsi Maserati    |
| 5e ligne  | Pos. 9                     |                      | Pos. 10              |                   |
|           | Minozzi Bugatti            |                      | Furmanik Maserati    |                   |

### Classement de la course
| Pos. | no | Pilote                   | Écurie                     | Châssis            | Tours | Temps/Abandon              | Grille |
| ---- | -- | ------------------------ | -------------------------- | ------------------ | ----- | -------------------------- | ------ |
| 1    | 44 | Giovanni Minozzi         | Privé                      | Bugatti T35B       | 8     | 32 min 22 s 2 (118,6 km/h) | 9      |
| 2    | 16 | Carlo Felice Trossi      | Scuderia Ferrari           | Alfa Romeo 8C 2600 | 8     | + 1 s 4                    | 4      |
| 3    | 20 | Federico Valpreda        | Privé                      | Maserati 26M       | 8     | + 32 s 8                   | 5      |
| 4    | 8  | Pietro Ghersi            | Scuderia Capredoni         | Bugatti T51        | 8     | + 1 min 25 s 4             | 2      |
| 5    | 24 | Luigi Premoli            | Privé                      | PBM-Maserati       | 8     | + 1 min 58 s 8             | 6      |
| 6    | 28 | Guido Landi              | Privé                      | Maserati 4CM       | 8     | + 2 min 5 s 4              | 7      |
| 7    | 12 | Luigi Soffietti          | Privé                      | Alfa Romeo 6C 1750 | 8     | + 3 min 16 s 4             | 3      |
| Abd. | 48 | Giuseppe Furmanik        | Privé                      | Maserati 4CM       | 5     |                            | 10     |
| Abd. | 32 | Secondo Corsi            | Privé                      | Maserati 26C       | 5     |                            | 8      |
| Abd. | 4  | Horst von Waldthausen    | Équipe Villars-Waldthausen | Alfa Romeo 8C 2300 | 2     | Mécanique                  | 1      |
| Np.  | 12 | Guglielmo Carraroli (de) | Luigi Soffietti            | Alfa Romeo 6C 1750 |       | Pilote de réserve          |        |
| Np.  | 16 | Eugenio Siena            | Scuderia Ferrari           | Alfa Romeo 8C 2600 |       | Pilote de réserve          |        |
| Np.  | 36 | Tim Birkin               | Privé                      | Alfa Romeo 8C 2300 |       | Non partant                |        |
| Np.  | 40 | Albino Pratesi           | Luigi Platé                | Talbot 700         |       | Non partant                |        |
| Np.  | 52 | Goffredo Zehender        | Privé                      | Maserati 8CM       |       | Inscription refusée        |        |
| Np.  | 56 | Achille Varzi            | Privé                      | Bugatti T51        |       | Inscription refusée        |        |

- Légende: Abd.=Abandon - Np.=Non partant.

## Dernière manche

### Grille de départ
Les cinq premiers pilotes de chacune des deux manches accèdent à la dernière manche. Sur ces dix pilotes, deux d'entre eux, Luigi Premoli et Pietro Ghersi, décident de ne pas prendre le départ. La grille de départ est inconnue.

### Classement de la course
| Pos. | no | Pilote              | Écurie                     | Châssis            | Tours | Temps/Abandon                 |
| ---- | -- | ------------------- | -------------------------- | ------------------ | ----- | ----------------------------- |
| 1    | 14 | Tazio Nuvolari      | Scuderia Ferrari           | Alfa Romeo 8C 2600 | 15    | 1 h 2 min 21 s 4 (115,5 km/h) |
| 2    | 16 | Carlo Felice Trossi | Scuderia Ferrari           | Alfa Romeo 8C 2600 | 15    | + 4 s 0                       |
| 3    | 10 | Antonio Brivio      | Scuderia Ferrari           | Alfa Romeo 8C 2600 | 15    | + 3 min 19 s 8                |
| 4    | 20 | Federico Valpreda   | Privé                      | Maserati 26M       | 15    | + 6 min 47 s 4                |
| 5    | 44 | Giovanni Minozzi    | Privé                      | Bugatti T35B       | 15    | + 7 min 32 s 0                |
| 6    | 2  | Julio Villars       | Équipe Villars-Waldthausen | Alfa Romeo 8C 2300 | 15    | + 11 min 34 s 0               |
| 7    | 38 | Paul Pietsch        | Privé                      | Alfa Romeo 8C 2300 | 15    | + 11 min 51 s 6               |
| 8    | 34 | Carlo Castelbarco   | Privé                      | Alfa Romeo 8C 2300 | 15    | + 13 min 55 s 8               |
| Np.  | 24 | Luigi Premoli       | Privé                      | PBM-Maserati       |       | Non partant                   |
| Np.  | 8  | Pietro Ghersi       | Scuderia Capredoni         | Bugatti T51        |       | Non partant                   |

- Légende: Abd.=Abandon - Np.=Non partant.

## Pole position et record du tour
- Pole position : pilote inconnu
- Meilleur tour en course :  Tazio Nuvolari (Alfa Romeo) en 3 min 14 s 0 (148,5 km/h).